# Love Is Strange (Kenny Rogers)
Love Is Strange è un album in studio del musicista statunitense Kenny Rogers, pubblicato nel 1990.

## Tracce
1. Love Is Strange (duetto con Dolly Parton) – 3:27 (Mickey Baker, Ellas McDaniel, Sylvia Robinson)
2. Soldier of Love – 2:50 (Spady Brannan, Anthony Crawford, David Malloy)
3. Listen to the Rain – 3:34 (Skip Ewing, Don Sampson)
4. If I Were a Painting – 3:44 (Skip Ewing, Don Sampson)
5. Crazy in Love – 4:18 (Randy McCormick, Even Stevens)
6. Lay My Body Down – 4:05 (Joe Henry, Bob Morrison)
7. So Little Love in the World – 4:17 (Micheal Smotherman)
8. Walk Away – 4:39 (Bob Carpenter, Tom Kell)
9. In Our Old Age – 3:55 (Chaz Bosarge, Randy Hardison, Paul Hollowell)
10. What I Did for Love – 3:28 (Brent Maher, Thom Schuyler)